# Gladys Anslow
Gladys Amelia Anslow (* 22. Mai 1892 in Springfield, USA; † 31. März 1969 in Brookline, Massachusetts, USA) war eine US-amerikanische Physikerin und Hochschullehrerin. Sie war Professorin für Physik am Smith College und war die erste Frau, die an der University of California, Berkeley mit dem Zyklotron arbeitete.

## Leben und Werk
Anslow war die Tochter des Textilkoloristen und Versicherungsvertreters John Anslow und der Musik- und Kunstlehrerin Ella Iola Leonard. Sie studierte ab 1909 Naturwissenschaften am Smith College in Northampton, wo sie 1914 einen Bachelor-Abschluss erhielt. Sie arbeitete dort als Demonstratorin, während sie weiterhin Physik studierte, einschließlich eines Kurses in Spektroskopie bei Janet Howell vom Mount Wilson Observatory. Mit einem vom Smith College erworbenen Rowland-Gitter-Spektrographen erhielt Anslow Emissionsspektren von Radium. Sie berichtete über diese Ergebnisse in ihrer Arbeit: Spectroscopic Evidence for the Electron Theory of Matter und 1917 in einer Veröffentlichung in den Proceedings of the National Academy of Science. Anslow erhielt 1917 einen Master of Arts-Abschluss und wurde als Nachfolgerin von Howell zur Dozentin für Physik ernannt.
Im Sommer 1921 nahm sie an Graduiertenkursen an der University of Chicago teil. Sie erhielt vom Smith College ein Stipendium für ihr Studium an der Yale University und nahm dort 1922 ein Doktorandenstudium auf. Nachdem sie 1924 an der Yale University in Physik promoviert hatte, kehrte sie an das Smith College zurück. Sie wurde dort Assistenzprofessorin für Physik und 1930 außerordentliche Professorin. 1936 wurde sie Professorin, 1948 Gates-Professorin und 1960 emeritierte Professorin.

## Forschung
Zusammen mit der Biochemikerin Mary Foster begann sie mit der Erforschung der Chemie und Absorptionsspektren von Aminosäuren. Spezielle optische Geräte wurden vom National Bureau of Standards ausgeliehen und ihre Forschungsergebnisse veröffentlichten sie im Journal of Biological Chemistry und im Physical Review.

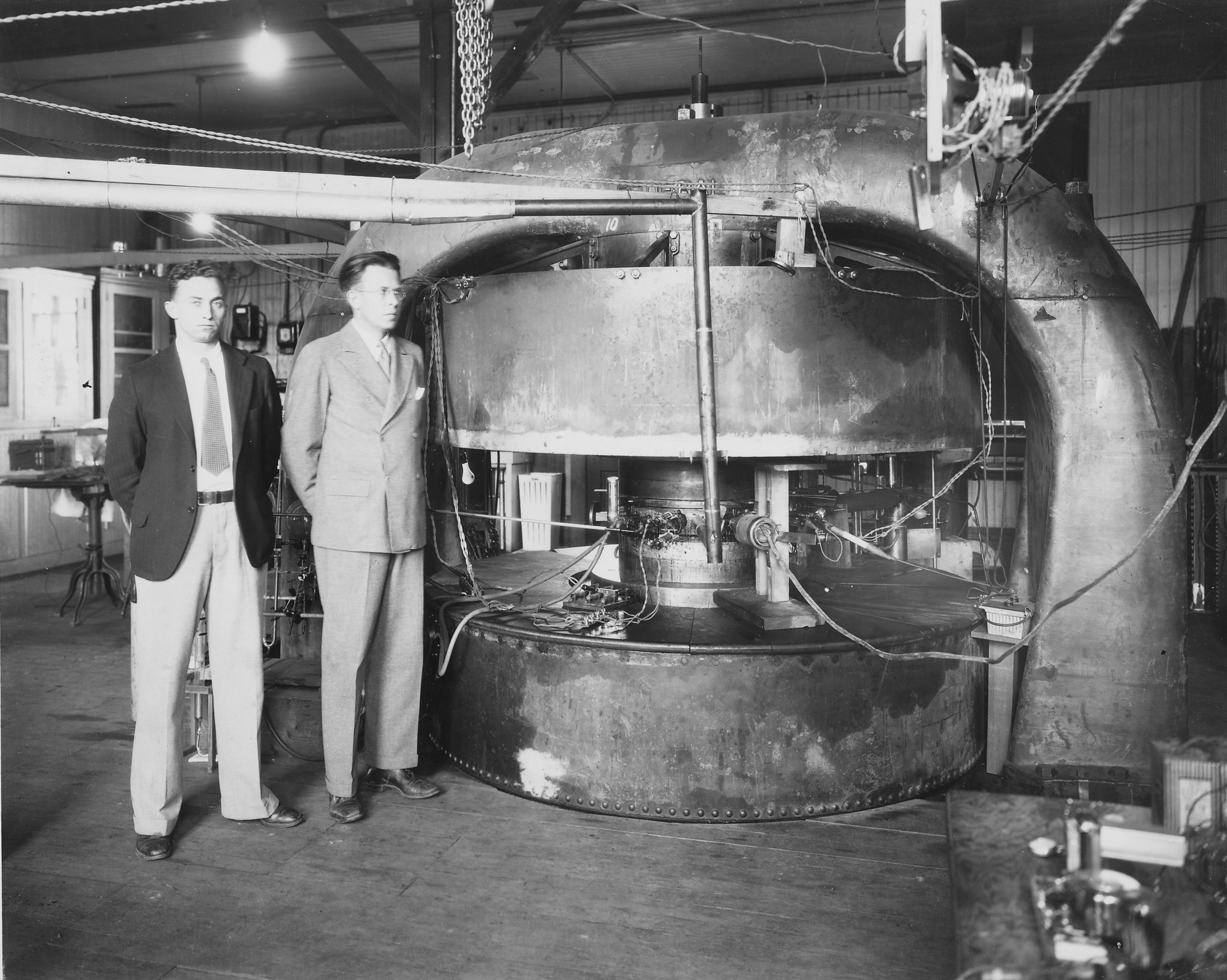
M. Stanley Livingston (l.) und Ernest O. Lawrence vor dem 27-Zoll-Zyklotron im Strahlungslabor der University of California, Berkeley, 1934

Nach Fosters Pensionierung 1933 kehrte Anslow zur Hochenergiephysik zurück. Der Physiker Ernest Lawrence war von der Yale University an die University of California, Berkeley gezogen, wo sein Labor einzigartige Möglichkeiten für die Erweiterung ihrer Experimente bot. Er lud sie ein, als Forschungsstipendiatin zu ihm zu kommen. Als erste Frau, die mit seinem Acht-Millionen-Volt-Zyklotron arbeitete, erforschte sie die Ionisierung durch die neu entdeckten Neutronen und arbeitete mit Paul Aebersold beim Neutronenbeschuss zur Krebstherapie zusammen.
Anslow gründete am Smith College ein Forschungsteam mit Douglas Ewing, der Erfahrung mit einem Zyklotron in Rochester hatte, Nora Mohler, die ähnliche Erfahrungen in Cambridge gemacht hatte und James Koehler, der am Cal Tech nach Mesotronen in der kosmischen Strahlung gesucht hatte. Ein Van-de-Graaff-Generator wurde gebaut und auf dem Treffen der American Physical Society am 11. Oktober 1941 in Northampton vorgeführt. Als die Vereinigten Staaten jedoch nur wenige Wochen später in den Zweiten Weltkrieg eintraten, änderten sich die Pläne und Ewing, Koehler und Mohler forschten in den MIT-Laboratorien zur Entwicklung von Kriegsgeräten.
Da Anslows Pläne für ein Hochenergie-Forschungszentrum am Smith College durch den Krieg zunichtegemacht wurden, wandte sie ihre Aufmerksamkeit einem neuen Projekt zu. Sie schloss einen Vertrag mit dem Office of Naval Research ab und erhielt so das erste Forschungsstipendium für das Smith College für einen Prototyp eines Infrarot-Aufzeichnungsspektrometers, das Kriegstechnologie für die automatisierte Datenerfassung nutzen sollte.
Alan T. Waterman, der die Yale University 1942 verlassen hatte, um im Büro für wissenschaftliche Forschung und Entwicklung tätig zu sein, ernannte Anslow zur Leiterin des Office of Scientific Research and Development für die Verbindung mit zivilen Wissenschaftlern. Für diesen Dienst war Anslow eine von zwei Frauen, die von Harry Truman mit dem President’s Certificate of Merit ausgezeichnet wurden.
Für Forschungszwecke von Anslow und der Kristallographin Dorothy Wrinch wurde 1951 ein Labor im Smith College eingerichtet. Wrinch kam 1943 an das Smith College und arbeitete über zwanzig Jahre lang mit Anslow an spektralen Untersuchungen von Aminosäure-Proteinuntereinheiten, Polymeren von Aminosäuren sowie Hämoglobin und Insulin zusammen. Alan T. Waterman wurde 1951 der erste Direktor der National Science Foundation (NSF) und unterstützte Anslow 1958 mit drei NSF-Stipendien, die ihre Forschung bis zu ihrem Tod finanzierten.
Nach ihrer Emeritierung 1960 setzte Anslow ihre aktive experimentelle Forschung fort.
Sie starb 1969 im Alter von 76 Jahren in Brookline, Massachusetts.

## Auszeichnungen
- 1936: Fellow der American Physical Society
- 1948: President’s Certificate of Merit
- 1950: Frau der Wissenschaft, Sigma Delta Epsilon
- 1955: Fellow of the American Academy of Arts and Sciences[3]
- Fellow der American Association for the Advancement of Science